# 呑海寺
呑海寺（どんかいじ）は、岡山県岡山市南区箕島にある日蓮宗の寺院。山号は如意山。
南区内には妙法寺、浄泉寺、妙泉寺、盛隆寺、一心寺、正福寺、正住寺、広昌寺、本成寺等がある。

## 歴史
貞和3年（1347年）法穆院霊岳の開山で創建された禅寺簑島山呑海寺が起源。慶長13年（1608年）領主花房助兵衛が独尊院日仁を招いて日蓮宗に強制改宗して山号を如意山に改めた。備中誌によればこの時改宗に怒った禅僧が什器文書類を持ち出したため改宗前の古記録は散逸してしまったという。現在の本堂は江戸時代後期（19世紀初頭）の再建とみられる。

## 境内
- 本堂
- 番神堂　享和3年（1803年）

## 歴代
- 霊岳（開山）

## その他
- 現在でも毎年8月16日には開山踊が行われ霊岳をしのんで供養している。